# وزلی نیمور
وزلی نیمور (انگلیسی: Wesley Neymour؛ زادهٔ ۱ سپتامبر ۱۹۸۸) دونده دو و میدانی اهل باهاما است.
وی در مسابقات کشوری و بین‌المللی در مجموع برندهٔ ۲ مدال نقره شده‌است.